# Golden Week (Japon)
Pour les articles homonymes, voir Semaine d'or.
La Golden Week (ゴールデンウィーク, gōruden wīku, rarement francisé en Semaine d'or) est une série de quatre jours fériés au Japon concentrés sur sept jours.

## Les jours fériés de laGolden Week
La Golden Week rassemble les quatre jours fériés suivant :
- 29 avril : Shōwa no hi (昭和の日?, jour de naissance de l'empereur Shōwa) ;
- 3 mai : Kenpō kinen bi (憲法記念日?, jour de commémoration de la Constitution) ;
- 4 mai : Midori no hi (みどりの日?, jour de la nature) ;
- 5 mai : Kodomo no hi (子供の日?, jour des enfants).

## Histoire
Les lois pour les fêtes nationales, publiées en juillet 1948, ont décrété neuf jours fériés officiels. Il y en avait tellement dans la semaine de fin avril au début mai que plusieurs entreprises du secteur des loisirs ont constaté une augmentation significative de leurs recettes à cette période. L’industrie cinématographique ne faisait pas exception. En 1951, le film Jiyū Gakkō enregistra une vente de billets plus importante durant cette semaine qu'à n'importe quel autre moment de l'année, y compris le Nouvel An et le O-bon. Cela a amené le directeur de la compagnie de films Daiei à surnommer cette semaine la Golden Week en référence au vocabulaire radiophonique qui parlait de golden time (« temps en or ») pour la semaine qui connaissait le plus haut indice d'écoute.
À cette époque, le 29 avril était la fête nationale célébrant la naissance de l’empereur Showa. À sa mort en 1989, la journée fut renommée « Journée verte ».
En 2007, la Journée verte fut déplacée du 29 avril au 4 mai, et la journée du 29 avril renommée la « journée de Showa » pour la consacrer uniquement à l’ancien empereur.
En septembre 2009, la Silver Week a fait son apparition au Japon et elle n'est pas annuelle comme la Golden Week. Elle a lieu lorsque le 3e lundi du mois de septembre (jour férié au Japon, journée du respect envers les personnes âgées [敬老の日]) n'est séparé que d'un jour avec l’équinoxe d'automne (秋分の日, qui a lieu le 22 ou 23 septembre). Le jour séparant ces deux dates fériées devient automatiquement chômé et les Japonais bénéficient ainsi de trois jours de repos consécutifs, ce qui est appelé la Silver Week.

## Pratique actuelle
La majorité des Japonais prennent des vacances pendant cette période. Les écoles et les universités sont fermées et les entreprises fonctionnent avec un effectif minimal ou ferment également pour l'occasion car la plupart des employés s'en vont pour une partie ou même la totalité de la semaine.